# 関空ペットホテルプロムナード

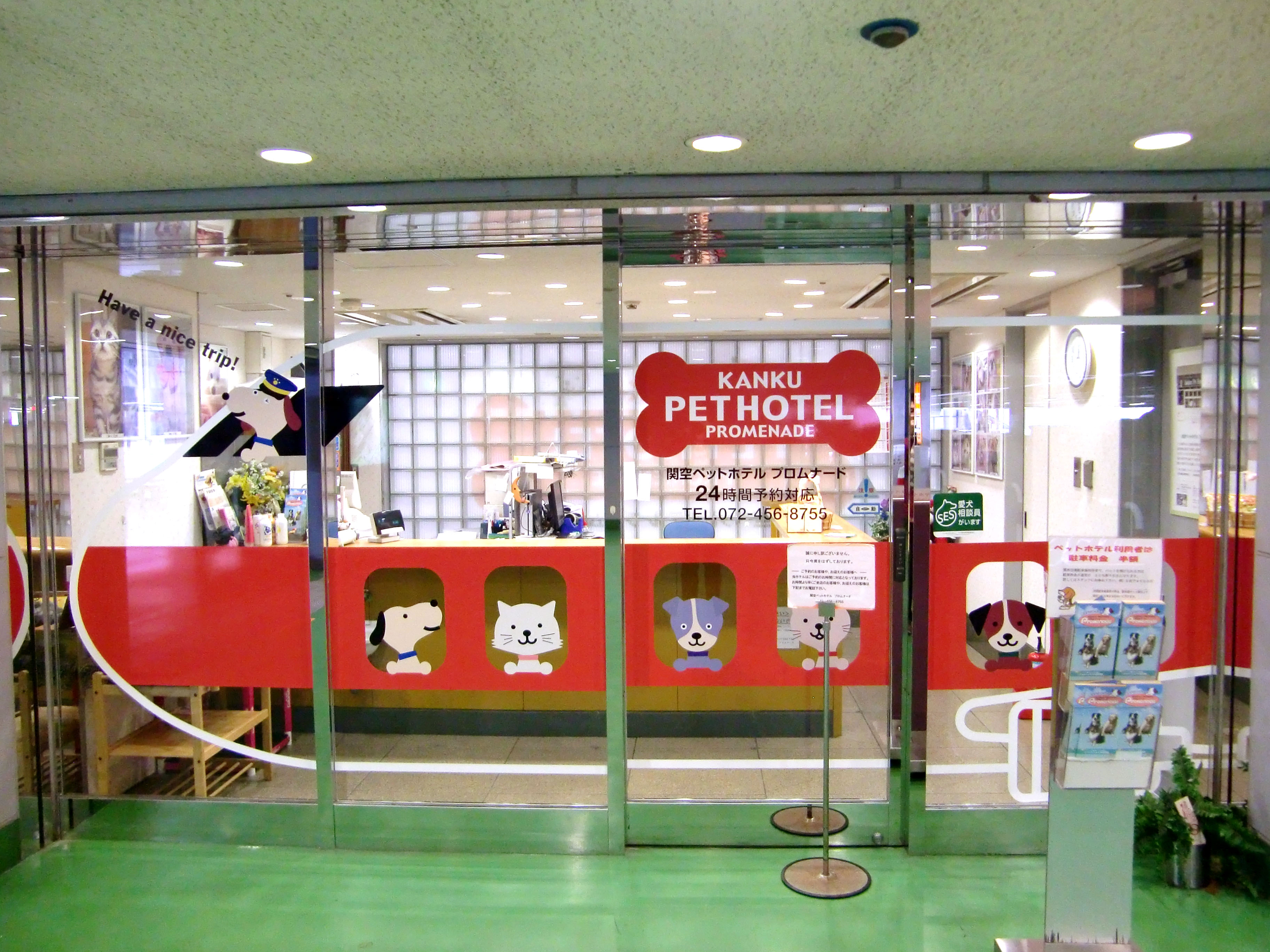
関空ペットホテルプロムナード受付

関空ペットホテル プロムナード（かんくうペットホテル プロムナード）は、関西国際空港内にあるペットホテル。 利用客の旅行中にペットを預かるサービスを提供している。有限会社関空ペットが運営。

## 概要
2004年4月に、日本で初めての空港内ペットホテルとして開業。ペットが宿泊できる場所や運動場が用意されており、えさやり、散歩などの面倒を見るサービスを提供している。携帯電話からリアルタイムに自分のペットをみることも可能になっている。全77室。
受付の所在地は、第二駐車場ビル3階。